# Jeremy Jacobs
Jeremy Maurice Jacobs, Sr., född 21 januari 1940, är en amerikansk företagsledare som är både styrelseordförande och vd för det globala tjänsteföretaget Delaware North Companies sedan 1968. Han är också styrelseordförande för Boston Professional Hockey Association, Inc, som agerar ägarbolag till ishockeyorganisationen Boston Bruins i National Hockey League (NHL) sedan 1975.
Den amerikanska ekonomiskriften Forbes rankar Jacobs som den 181:a rikaste amerikanen och världens 527:e rikaste person med en förmögenhet på $2,8 miljarder för år 2013.
1975 köpte Jacobs och Delaware North Companies den amerikanska ishockeyorganisationen Boston Bruins i NHL för $10 miljoner. För 2012 var Bruins värderad till $348 miljoner av Forbes.
Jacobs är en känd anhängare till NHL:s kommissionär Gary Bettman och stödde honom, tillsammans med Philadelphia Flyers delägare Edward Snider, när man implementerade lönetaket till säsongen 2005–2006 för att få bukt med de skenande kostnaderna. Han är också en av NHL:s mäktigaste ägare och befattningshavare efter att han tog över ordförandeklubban i ligans mäktiga beslutsorgan, Board of Governors i juni 2007 när den dåvarande ordföranden Harley Hotchkiss (Calgary Flames) avgick efter 12 års styrande.